# 고탄노역
고탄노역(일본어: 五反野駅, ごたんのえき)은 일본 도쿄도 아다치구에 있는 도부 철도 이세사키 선 역이다. 역 번호는 TS 11이다.

## 역사
- 1924년 10월 1일: 영업 개시.
- 1968년 3월: 고가화.
- 1993년 2월 21일: 에스컬레이터 공용 개시.
- 2008년 3월 19일: 엘리베이터 공용 개시.
- 2012년
  - 3월 15일: 발차 멜로디를 도입.
  - 3월 17일: TS 11의 역 번호 도입[1].

## 역 구조
섬식 승강장 1면 2선의 고가역이다. 완행선에만 홈이 있어 완행 선의 바깥쪽을 급행선이 달린다.
계단 외, 고스게 쪽으로 에스컬레이터가, 우메지마 쪽으로 엘리베이터가 설치되어 있다.
화장실은 1층 개찰 내에 2008년 봄에 유니버설 디자인의 일환으로서 다기능 화장실도 설치되었다.
1974년 당역을 포함한 기타센주 ~ 다케노쓰카 역 구간이 복복선화되었을 때 현행의 형태로 변경되었는데, 상행 급행선에는 구역사 일부가 남아 있어 광고판의 설치 스페이스로 활용되고 있다.

### 승강장
| 번호 | 노선                 | 방향 | 행선                                                                                          |
| ---- | -------------------- | ---- | --------------------------------------------------------------------------------------------- |
| 1    | 도부 스카이트리 라인 | 상행 | 기타센주・도쿄 스카이트리・아사쿠사・ 히비야 선 나카메구로 방면                               |
| 2    | 도부 스카이트리 라인 | 하행 | 니시아라이・다케노쓰카・기타코시가야・가스카베・도부 도부쓰코엔・ 닛코 선 미나미쿠리하시 방면 |

## 역 주변
- 고탄노 역전 거리 긴자회 상점가
- 아다치이치 우체국
- 아다치산 우편국
- 미쓰이스미토모 은행 고탄노 지점

## 사진

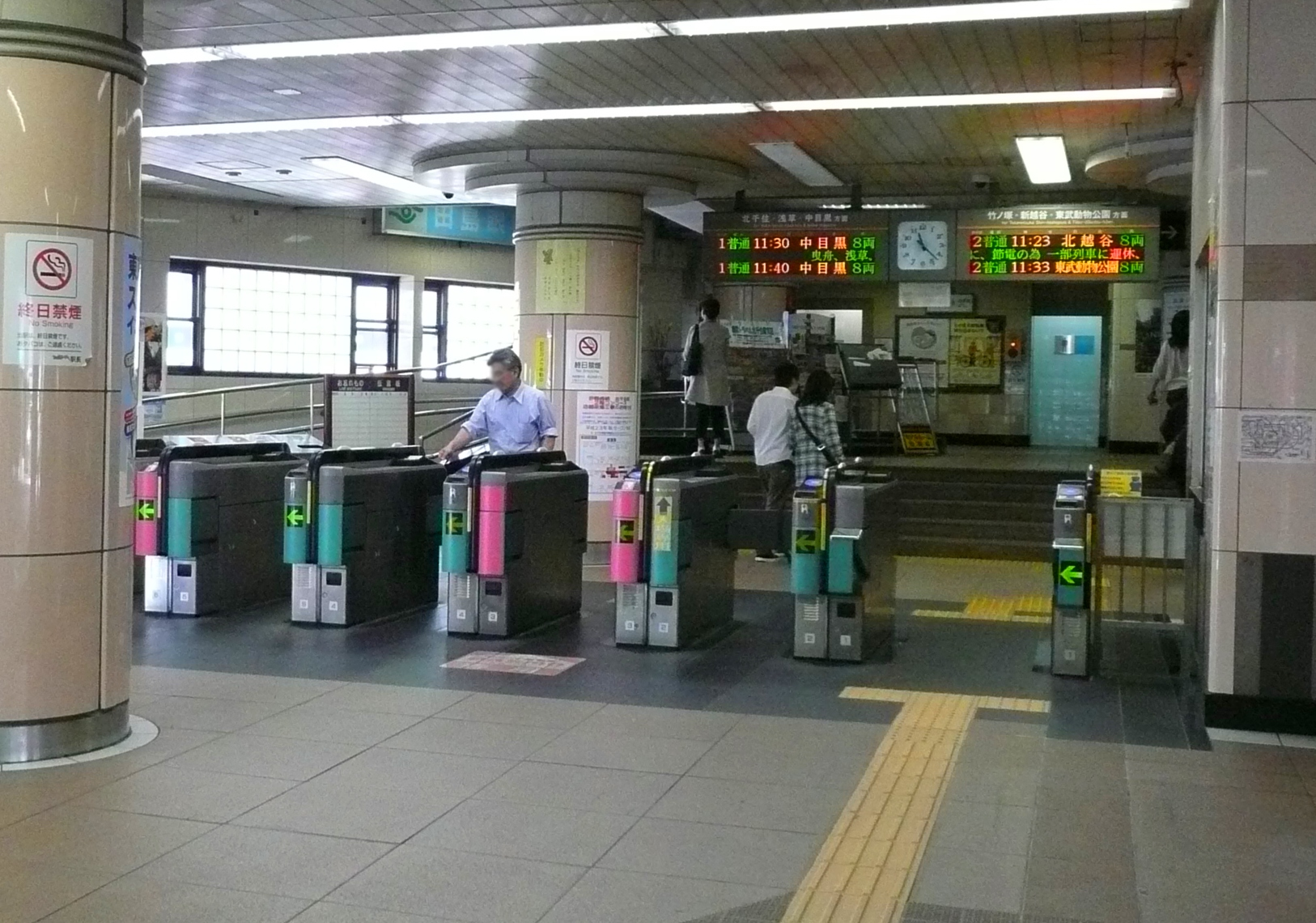
개찰
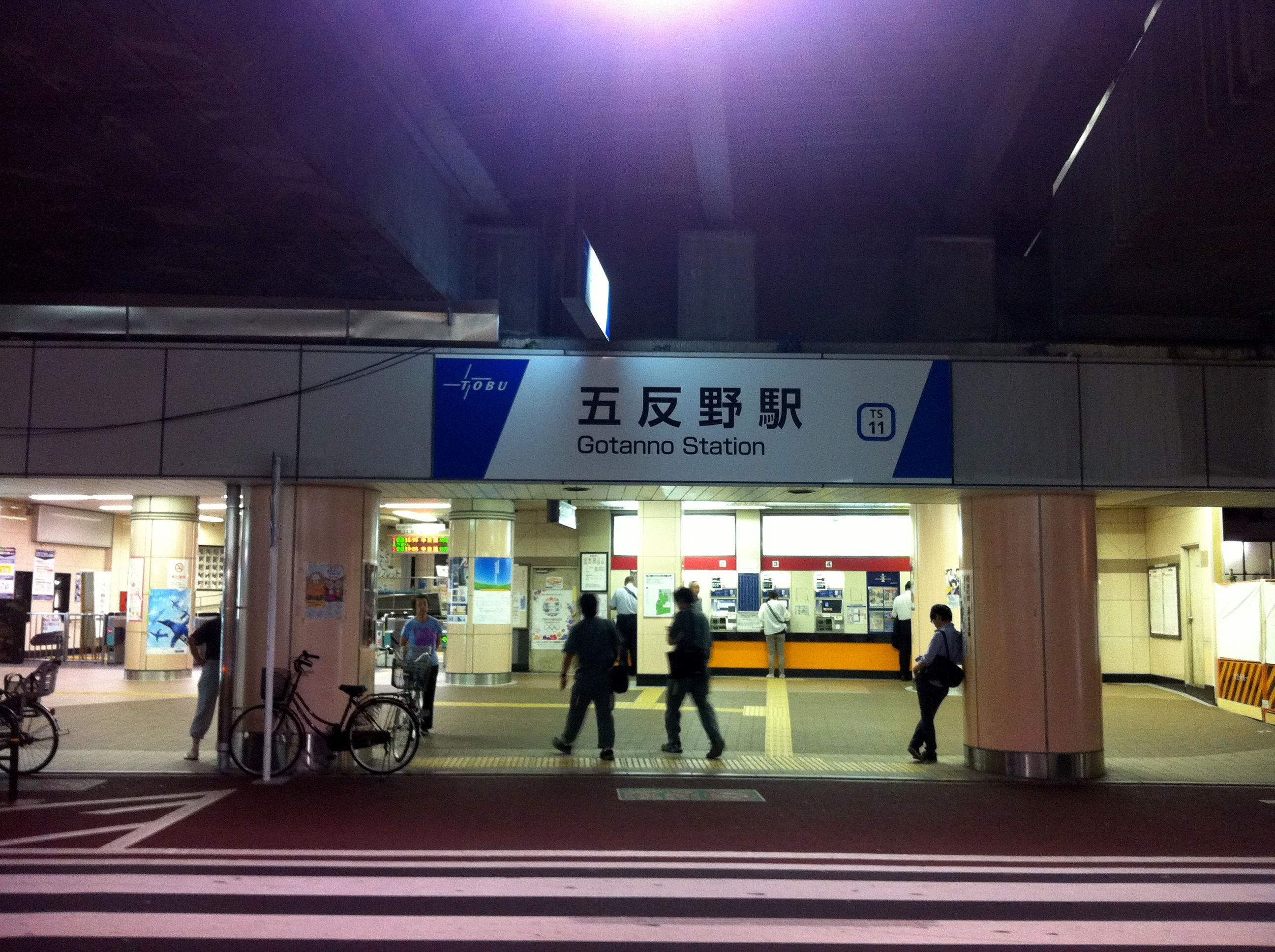
밤에 촬영된 출입구

## 인접역
| 도부 철도 이세사키 선(도부 스카이트리 라인) | 도부 철도 이세사키 선(도부 스카이트리 라인) | 도부 철도 이세사키 선(도부 스카이트리 라인) |
| ------------------------------------------- | ------------------------------------------- | ------------------------------------------- |
| TS 10 고스게 나카메구로 방면                | ■ 보통                                      | 우메지마 TS 12 도부 도부쓰코엔 방면         |